# Tin(II)oxide
Tin(II)oxide is een oxide van tin, met als brutoformule SnO. De stof komt voor als een blauw tot zwart kristallijn poeder, dat onoplosbaar is in water. De kristalstructuur is tetragonaal en de eenheidscel komt overeen met die van lood(II)oxide.

## Synthese
Tin(II)oxide kan worden bereid door de verbranding van een hydraat van tin(II)oxide (SnO · x H2O, met × < 1). In een laboratorium wordt tin(II)oxide meestal bereid door middel van gecontroleerde verhitting van tin(II)oxalaat in een luchtledige omgeving:
{\displaystyle {\ce {SnC2O4 -> SnO + CO2 + CO}}}

## Reacties
Door tin(II)oxide te verbranden, wordt er tindioxide gevormd. Als dit gebeurt in een inerte omgeving, wordt eerst de tussenstof Sn3O4 gevormd, dat verder disproportioneert tot tindioxide en tin:
{\displaystyle {\ce {4SnO -> Sn3O4 + Sn}}}
{\displaystyle {\ce {Sn3O4 -> 2SnO2 + Sn}}}
Tin(II)oxide is een amfoteer: ze reageert met sterke zuren tot tin(II)zouten en met sterke basen tot stannieten (Sn(OH)3−). De stof lost ook op in sterke zuren, waarbij 2 ionencomplexen gevormd worden: Sn(OH2)32+  en Sn(OH)(OH2)2+. In zwakkere zuren wordt het ion Sn3(OH)42+ gevormd.

## Toepassingen
De belangrijkste toepassing van tin(II)oxide is als initiator bij de productie van andere tinhoudende verbindingen (hoofdzakelijk zouten). Het wordt ook gebruikt als reductor en bij de productie van robijnglas. In mindere mate wordt het ook aangewend als katalysator bij veresteringen.
Tin(II)oxide wordt in keramische vorm samen met cerium(III)oxide (Ce2O3) gebruikt voor belichting met UV-licht.

## Toxicologie en veiligheid
Bij verhitting tot 300 °C in lucht, gloeit het product en oxideert het tot tin(IV)oxide.
De stof kan mechanische irritatie aan de luchtwegen teweegbrengen. De longen kunnen aangetast worden bij herhaalde of langdurige blootstelling aan poederdeeltjes of kristallen, met als gevolg een goedaardige stoflong. De drempelwaarde voor tin(II)oxide bedraagt 2 mg/m³.